# Condado de Crow Wing
O Condado de Crow Wing é um dos 87 condados do estado americano do Minnesota. A sede do condado é Brainerd, e sua maior cidade é Brainerd.
O condado possui uma área de 2 995 km² (dos quais 414 km² estão cobertos por água), uma população de 55 099 habitantes, e uma densidade populacional de 21 hab/km² (segundo o censo nacional de 2000). O condado foi fundado em 1857.